# 榮森己喜男
榮森 己喜男（えもり みきお、1953年5月3日 - ）は、北海道出身の元騎手。

## 来歴
1973年3月に中山白井・高橋英夫厩舎からデビューし、同3日の中山第3競走4歳未勝利・アスカ（15頭中13着）で初騎乗を果たす。8月5日の福島第4競走4歳未勝利で初騎乗馬アスカに騎乗し、8頭中8番人気ながら勝利して初勝利を挙げ、枠連は25690円の波乱となった。11月11日の新潟で初の1日2勝を挙げ、1年目の同年は6勝をマーク。
2年目の1974年には3月2日・3日の中山で初の2日連続勝利を記録し、後に同年秋の天皇賞馬となるカミノテシオに騎乗。
3年目の1975年には11月15日の東京第11競走4歳以上500万下を10頭中10番人気のイスズミノルで勝利し、枠連32410円の波乱を呼んだ。
鈴木清厩舎に移籍した1976年にはクイーンカップでニッショウダイヤに騎乗しテイタニヤの3着に入り、自身唯一の2桁勝利となる10勝をマーク。
1978年にはアラブ王冠（秋）・タツカゲで自身唯一の重賞勝利を挙げ、高橋厩舎に復帰した1979年には12月23日の中山第3競走3歳未勝利を18頭中17番人気のタイジュリックで勝利し単勝21290円の波乱を呼んだ。
1980年には栗東・新川恵厩舎に移籍し、京都記念（秋）では脚元の弱かったイナドコトブキでグレートタイタンの3着に入った。　
1981年には吉永忍厩舎に移籍し、1982年のシュンエイ記念ではホクトライデン産駒ゴンゲンハヤトで2着に入った。
1984年にはグレード制導入後最初のGIとなった桜花賞では内藤繁春厩舎のマルカサーペンに騎乗したが、1月28日の京都第2競走4歳未勝利を11頭中10番人気のグリーンタイムで勝利したのが最後の勝利となり、9月9日の阪神第6競走3歳新馬・アサクサロマン（13頭中12着）を最後に引退。

## 騎手成績
| 通算成績 | 1着 | 2着 | 3着 | 4着以下 | 出走回数 | 勝率 | 連対率 |
| -------- | --- | --- | --- | ------- | -------- | ---- | ------ |
| 平地     | 71  | 77  | 69  | 705     | 922      | .077 | .161   |
| 障害     | 3   | 2   | 1   | 40      | 46       | .065 | .109   |
| 計       | 74  | 79  | 70  | 745     | 968      | .076 | .158   |

主な騎乗馬
- タツカゲ（1978年アラブ王冠 (秋)）